# اد گیلبرت
اد گیلبرت (انگلیسی: Ed Gilbert)؛ یک هنرپیشه و صداپیشه اهل ایالات متحده آمریکا بود. وی بین سال‌های ۱۹۶۳ تا ۱۹۹۹ میلادی فعالیت می‌کرد.
از فیلم‌ها یا برنامه‌های تلویزیونی که وی در آن نقش داشته است می‌توان به تام و جری: فیلم سینمایی اشاره کرد.